# Рон Джереми
Рон Джереми (на английски: Ron Jeremy) e американски порноактьор и режисьор, член на Гилдията на театралните актьори на САЩ.
Записан е в книгата на Гинес като порноактьора снимал се в най-много филми – над 1900.
Обявен е за „Порнозвезда № 1 за всички времена“ на AVN. Известен е още и като Краля на порното.
Известен е сред професионалните порно среди с прякора Таралежа.
Рон Джереми произхожда от еврейско семейство от средната класа. Баща му е физик, майка му е редактор и по време на Втората световна война работи като преводач от немски и френски за американското разузнаване. Учи актьорско майсторство. Известно време работи като учител. Играл е в постановки по Оскар Уайлд и Гогол.